# Mykanów
Mykanów è un comune rurale polacco del distretto di Częstochowa, nel voivodato della Slesia.
Ricopre una superficie di 140,64 km² e nel 2004 contava 13 759 abitanti.